# Хмельницька обласна філармонія

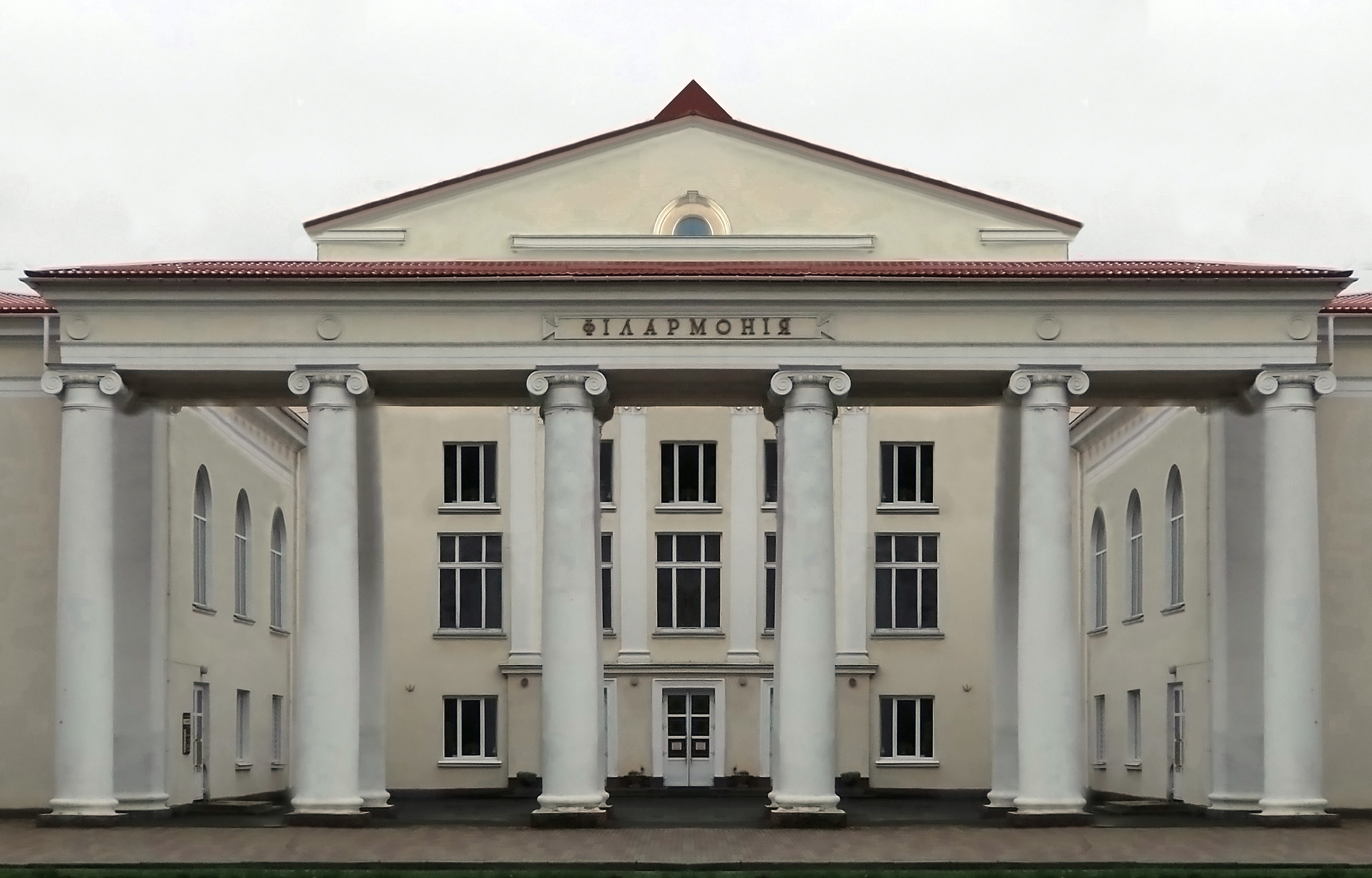
Хмельницька обласна філармонія

Хмельницька обласна філармонія — обласна філармонія у місті Хмельницькому; значний культурно-мистецький осередок міста й регіону.

## Історія
Обласна філармонія була заснована в 1938 році в Кам'янець-Подільському (тодішній обласний центр сучасної Хмельницької області) після утворення однойменної області як одна з обов'язкових регіональних установ. Завданням концертної організації у той час була пропаганда досягнень музичного та інших видів мистецтва (танець, художнє читання, виконавська майстерність).
Діяльність філармонії була перервана Другою Світовою і робота відновилася лише у 1945 році, але вже в новому обласному центрі — Проскурові (сучасний Хмельницький). У новому місті філармонія спочатку розмістилася в приміщенні колишнього кінотеатру «Оаза» по вул. Котовського (нині — вул. Проскурівського підпілля). Зараз у цьому приміщенні моно-театр «Кут». До складу обласної філармонії у ті роки входили естрадно-концертна бригада, капела бандуристів, музичний лекторій, ансамбль музичної комедії, гастрольно-концертний сектор, ансамбль пісні і танцю, ляльковий театр (відокремився як самостійний у 1970 році), духовий оркестр, народний театр.
В 1982 році філармонія переїхала у нове просторе приміщення на розі вулиць Кам'янецької і Гагаріна. У XIX столітті на території будівлі філармонії був величезний пустир, який мав назву Кінна площа, де у ярмаркові дні продавали коней, вози, брички, кінську упряж та інший відповідний інвентар. До початку XX століття, після перенесення торгівлі кіньми в район Фельштинського переїзду (нині місце переходу через залізничні колії по дорозі на речовий ринок), Кінна площа поступово забудовується переважно одноповерховими будинками. Нового вигляду вона набула у 1960 році: на перехресті вулиць Фрунзе (до і після радянського періоду — Кам'янецької) та Гагаріна завершилося будівництво величної споруди із залом на 750 місць для потреб музично-драматичного театру ім. Петровського. Театр перебував тут понад 20 років, та у 1982 році переїхав у нове приміщення, а будівля по Гагаріна, 7 перейшла у розпорядження обласної філармонії.

## Солісти
- Марія Ясіновська — Народна артистка України
- Микола Довгальов — Заслужений артист України
- Наталія Молдован — Заслужена артистка України
- Наталія Тимчишак — Заслужена артистка України
- Фаті́ма Чергіндзія — Заслужена артистка України
- Валентина Щур — Заслужена артистка України
- Олена Леонова — Лауреат міжнародних конкурсів
- Ганна Панкова — Лауреат міжнародних конкурсів
- Віктор Шайда — Лауреат міжнародного конкурсу

## Досягнення філармонії
Український Державний ансамбль пісні і танцю «Козаки Поділля» — дипломант XII Всесвітнього фестивалю молоді і студентів, нагороджений Почесною грамотою Президії Верховної Ради України, лауреат численних міжнародних і Всеукраїнських фестивалів і конкурсів. Колектив заснований у 1938 році як хорова капела, у післявоєнні роки під ім'ям «Подолянка» почав завойовувати популярність не лише в Україні та Радянському Союзі, а й у багатьох країнах світу. З 1989 року ансамбль називається «Козаки Поділля» і є одним із найкращих танцювальних колективів України.
З 1991 року гордістю філармонії став концертний зал органної і камерної музики. Тоді на другому поверсі був обладнаний зал на 200 місць та встановлений орган чехословацької фірми «Ригер-Клос», що стало знаменною подією в культурному житті Хмельниччини. Тепер Хмельницька філармонія — постійне місце проведення Міжнародних фестивалів і конкурсів органної і камерної музики.
У філармонії у різний час працювало багато відомих артистів: Лідія Ротару, Валерій і Антоніна Мареничі (із відомого «Тріо Маренич»), народні артисти України Микола Мозговий, Василь Зінкевич, Микола Гнатюк.